# Pyeng Threadgill
Pyeng Dubra Threadgill (* 14. November 1977 in New York City) ist eine amerikanische Blues- und Jazzsängerin und Songwriterin. Threadgill hat drei Alben veröffentlicht.

## Leben und Wirken
Threadgill, Tochter des Musikers Henry Threadgill und der Tänzerin Christina Jones, einem Gründungsmitglied der Tanzgruppe Urban Bush Women, wollte schon früh Sängerin werden und begann bereits als Vierjährige mit dem Komponieren. Sie besuchte das Oberlin Conservatory of Music, wo sie klassische Musik studierte und mit einem BA in Musik abschloss. Sie erhielt ein Mellon-Stipendium, um in Brasilien Musik zu studieren.
Im Jahr 2004 erhielt Threadgill ihren ersten Plattenvertrag und veröffentlichte ihr Debütalbum Sweet Home: Pyeng Threadgill Sings Robert Johnson, über das unabhängige Plattenlabel Random Chance Records. Das Album mit Coverversionen von 11 Songs von Robert Johnson (die sie in verschiedenen Musikrichtungen ansiedelte) erhielt gute Kritiken. Ein Jahr später erschien ihr zweites Album Of the Air, das eine Coverversion von „Close to Me“ von The Cure enthielt. Nach der Veröffentlichung ging sie auf Europatournee. Sie trat regelmäßig in verschiedenen New Yorker Veranstaltungsorten auf, bevor sie nach Kalifornien umzog.
Threadgill war Headliner auf der Ellis Street Bühne des Fillmore Jazz Festivals und trat beim Montreal Jazz Festival, aber auch bei europäischen Festivals auf. 2006 spielte Threadgill in einem Dokumentarfilm mit Youssou N’Dour unter dem Titel Retour à Gorée unter Regie von Pierre-Yves Borgeaud mit.
Nach einer Babypause schrieb und entwickelte Threadgill ein Werk, das auf Kurzgeschichten von Autoren wie Jamaica Kincaid und Bruno Schulz basiert. Der Songzyklus mit dem Titel Portholes to a Love & Other Short Stories führte dazu, dass sie 2008 ein Kompositionsstipendium der New York Foundation for the Arts erhielt. Er wurde zur Grundlage ihres dritten Albums, das sie 2009 selbst veröffentlichte.
Seitdem hat Threadgill andere musikalische Interessen verfolgt, darunter die Arbeit mit dem Pianisten Marc Cary und der Tanztheatergruppe Contra Tiempo aus Los Angeles. Mit Amina Claudine Myers trat sie 2021 beim Visions Festival auf.

## Diskographische Hinweise
- Sweet Home - The Music of Robert Johnson (Random Chance	2004)
- Of the Air (Random Chance	2005)
- Head Full of Hair, Heart Full of Song (Pyeng Threadgill Records 2009)